# Salzhaus (Mosbach)

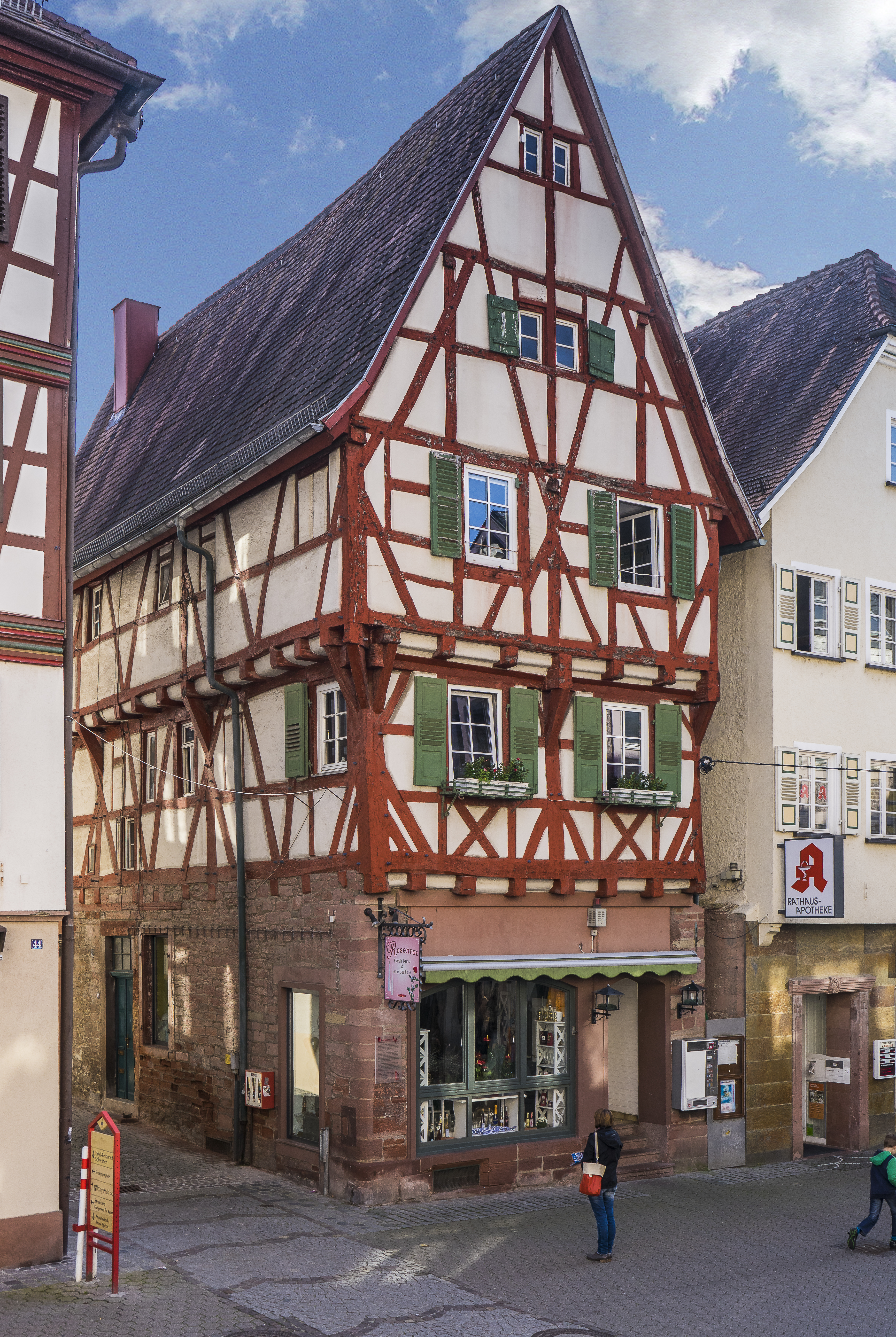
Salzhaus in Mosbach

Das Salzhaus ist ein Fachwerkhaus in Mosbach im Neckar-Odenwald-Kreis im nördlichen Baden-Württemberg. Es wurde 1424/25 errichtet und ist damit das älteste Fachwerkhaus der Stadt.

## Geschichte
Sein Name rührt daher, dass das Haus vermutlich einst zur Aufbewahrung von Salz diente. Um 1900 befand sich in dem Gebäude die Papierwaren- und Musikalienhandlung von Wilhelm Halter, der 1895 den Musikverein Concordia gegründet hatte. Nach dem Wegzug von Halter richtete Franz Schell in dem Gebäude einen Kolonialwaren- und Delikatessenladen ein.

## Beschreibung
Das Salzhaus in der Hauptstraße 42 ist ein dreigeschossiger, schmaler Steilsatteldachbau in Ecklage. Das Erdgeschoss ist massiv gemauert, die auskragenden Obergeschosse sind in Fachwerkbauweise errichtet.